# Kraagluiaard
De kraagluiaard (Bradypus torquatus)  is een zoogdier uit de familie van de drievingerige luiaards (Bradypodidae). De wetenschappelijke naam van de soort werd voor het eerst geldig gepubliceerd door Johann Karl Wilhelm Illiger in 1811. In 2022 werd de soort Bradypus crinitus van deze soort afgesplitst.

## Kenmerken
Deze luiaard heeft een kleine, korte kop met donkere manen, kleine ogen en oren, verborgen tussen de vacht. Het lichaam lijkt daarbij groot en de poten zijn krachtig. Algen, mijten, teken, kevers en zelfs motten leven in de dikke bovenvacht, die op kop, nek en schouders langer en donkerder is. De ondervacht is fijn, dicht en licht van kleur.

## Leefwijze
Het voedsel van dit solitaire dier bestaat uit bladen, knoppen en zachte twijgen van bepaalde boomsoorten, zoals de Cecropia-soorten en het daalt slechts dan af naar de grond om zich te ontlasten of om bij de volgende boom te komen, waarbij het dier zich aan zijn voorklauwen over de grond voortsleept. Het is een goede zwemmer. De luiaard heeft kleine en zwakke spieren voor dieren van deze afmeting en zelfs hun metabolisme verloopt traag. De lichaamstemperatuur komt maar net boven 30° C. Hun verdediging bestaat vooral uit het stilzitten en niet opvallen, maar in noodsituaties kunnen ze geweldig uithalen met hun grote klauwen.

## Voortplanting
Na een draagtijd van 5 tot 6 maanden wordt één jong met goed ontwikkelde, haakvormige klauwen geboren, dat zich hiermee direct aan moeders buik vastklampt. Na een zoogtijd van 4 weken wordt het nog 6 maanden door de moeder meegedragen om het voedselzoeken te leren.

## Bescherming
Deze dieren zijn geheel afhankelijk van de bomen en hebben geen mogelijkheid om te vluchten bij het verschijnen van de houthakkers. Voordat de houtkap begint, worden ze in sommige gebieden voorzichtig gevangen. Ze worden dan gewogen, gesekst, gemeten, gemerkt en hun bloed wordt bemonsterd voor genetisch onderzoek, waarna ze op een veilige plek worden vrijgelaten.

## Verspreiding
Deze soort komt voor in tropische wouden in het oosten van Brazilië, in de deelstaten Bahia en Sergipe.